# فيليب مانوري
فيليب مانوري (من مواليد 19 يونيو 1952 في تيل في كوريز) هو ملحن فرنسي. وهو مؤلف كتالوج ضخم يشمل الموسيقى المنفردة، وموسيقى الحجرة، والمقطوعات الأوركسترالية، والأوبرا، بالإضافة إلى الأعمال الإلكترونية.